# Benicull de Xúquer
Benicull de Xúquer (em valenciano e oficialmente) ou Benicull (em castelhano) é um município da Espanha, na província de Valência, Comunidade Valenciana. Tem 3,6 km² de área e em 2021 tinha 1 095 habitantes (densidade: 304,2 hab./km²). Pertence à comarca da Ribera Baixa, e limita com os municípios de Alzira, Corbera e Polinyà de Xúquer.